# تخته هوشمند

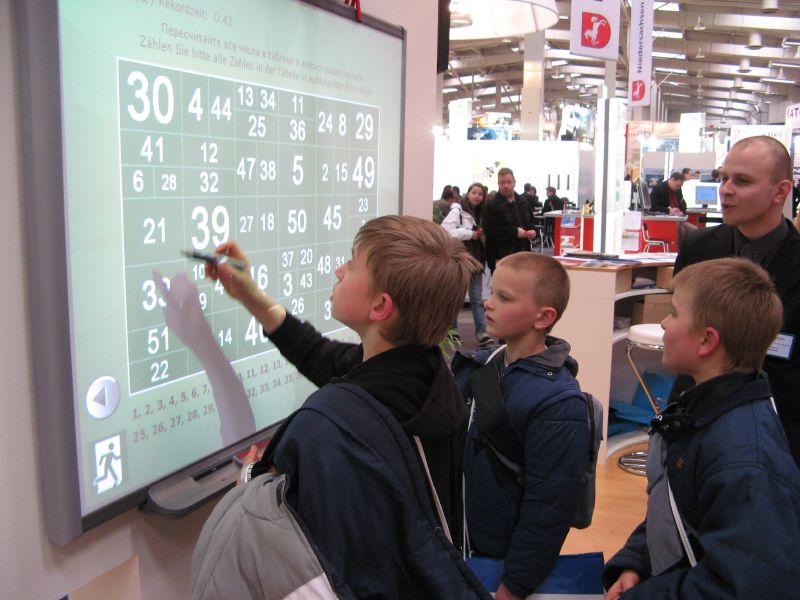
تخته سفید تعاملی در CeBIT 2007

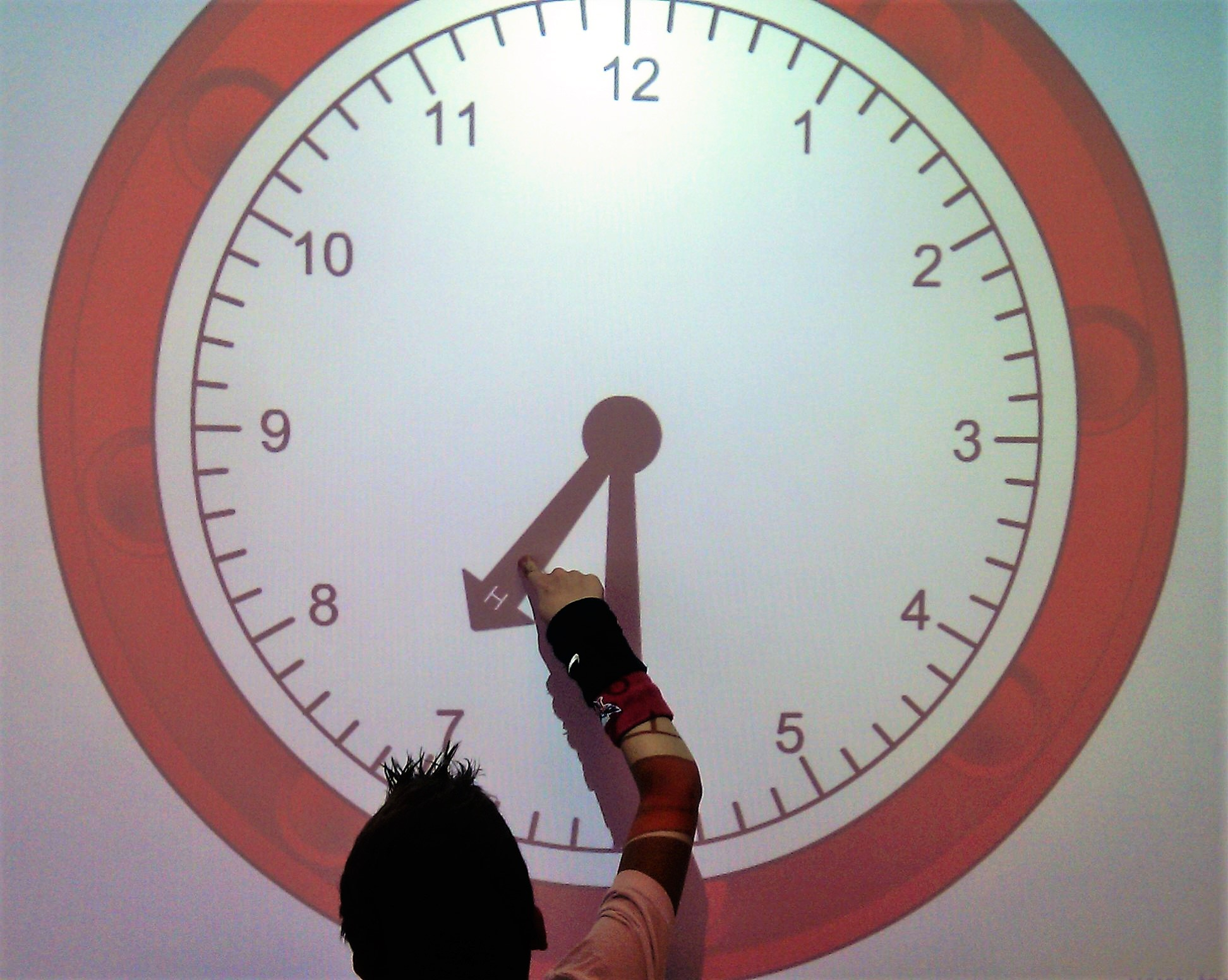
دانش آموز از تخته سفید تعاملی استفاده می کند

یک تخته سفید تعاملی ( IWB ) که معمولاً به عنوان تخته‌های تعاملی یا تخته‌های هوشمند نیز شناخته می‌شود ، یک نمایشگر تعاملی بزرگ شبیه تخته سفید است . این تخته می‌تواند یک رایانه لمسی باشد که به طور مستقل برای انجام کارها و عملیات‌ها استفاده می‌شود ، یا دستگاهی قابل اتصال که به شکل تاچ پد برای کنترل رایانه آن از یک پروژکتور استفاده می‌شود . در قسمت‌های مختلفی از جمله کلاسهای درس در تمام سطوح آموزشی ، در اتاقهای هیئت مدیره شرکتها و کارگروهها ، در اتاقهای آموزشی مربیگری ورزشی حرفه ای ، در استودیوهای پخش و موارد دیگر استفاده می‌شوند. 
اولین تخته‌های سفید تعاملی برای استفاده در ادارات طراحی و ساخته شده‌اند. آنها در سال 1990 توسط PARC توسعه داده شدند. این تخته در جلسات گروهی کوچک و میزگردها مورد استفاده قرار می گرفت. 

## انواع متداول عملکرد
تخته‌های هوشمند در انواع مختلفی تولید و به فروش می‌رسند. از انواع آن می‌توان به چند مورد زیر اشاره نمود:
1. برد هوشمند اولتراسونیک
2. برد هوشمند مقاومتی
3. برد هوشمند خازنی
4. برد هوشمند IR (فروسرخ)

نوع اول IWB که جز نخستین مدل‌های IWB است، با استفاده از سنسورهای اولتراسونیک نقطه لمس را تشخیص می‌دادند. نوع دوم که با استفاده از مقاومت اکتریکی قدرت تشخیص نقطه لمس را دارد، به ضربه واکنش نشان می‌دهد. در نوع سوم که از نظر ساختاری شباهت زیادی به نوع دوم دارد، به جای مقاومت از خازن‌ها استفاده شده است. این موضوع موجب شده تا این نوع صفحه نمایش‌ها به حرارت واکنش داده و آن را نقطه لمس تشخیص دهد. همچنین IWB که از المان‌های الکتریکی مانند خازن و مقاومت استفاده می‌کند، مناسب مکان‌های عمومی نبوده و به سرعت کارایی خود را از دست می‌دهند. زیرا با ضربه خوردن به صفحه نمایش آن‌ها، المان‌های‌ الکتریکی آسیب دیده و دیگر قادر به تشخیص صحیح نقطه لمس نخواهد بود. در نوع چهارم که جدیدترین فناوری موجود در جهان می‌باشد با بهره از LED در اطراف قاب صفحه نمایش، IWB قادر به تشخیص نقطه لمس خواهد بود. در این نوع به علت استفاده نشدن از المان الکتریکی در زیر صفحه نمایش، قابلیت استفاده در مکان‌های عمومی مثل مدارس وجود دارد چرا که این نوع از صفحه نمایش ضدضربه برخوردار است.

### عملیات اسکن مادون قرمز (IR لمسی) وایت برد
تخته سفید تعاملی مادون قرمز یک صفحه نمایش تعاملی بزرگ است که به یک کامپیوتر و پروژکتور متصل می‌شود. تخته به طور معمول بر روی یک پایه یا دیوار نصب شده است. حرکت انگشت کاربر ، قلم یا اشاره گر دیگر روی تصویر طرح‌ریزی شده در تخته سفید از طریق تداخل آن با نور مادون قرمز در سطح تخته سفید ضبط می‌شود. هنگامی که به سطح تخته سفید فشاری وارد می‌شود ، نرم‌افزار محل نشانگر یا قلم را بصورت مثلث در می‌آورد. IWB مادون قرمز ممکن است از هر ماده‌ای ساخته شده باشد ، هیچگونه نشانگر پاک کننده‌ای در آن دخیل نیست و ممکن است در بسیاری از محیط ها از جمله در سطوح مختلف کلاس های آموزشی ، میزهای شرکتی ، اتاقهای آموزش یا فعالیت برای سازمانها ، امکانات مربیگری ورزشی حرفه ای و استودیوهای پخش یافت شود. 

## استفاده در کلاس
در بعضی از کلاس های درس ، تخته های سفید تعاملی جایگزین تخته های سفید یا فلیپچارت ها ، یا سیستم های ویدیویی / رسانه‌ای مانند دستگاه پخش DVD و تلویزیون شده اند. حتی در آنجا که از تابلوهای سنتی استفاده می‌شود ، IWB اغلب آنها را با اتصال به سیستم توزیع ویدیوی دیجیتالی شبکه مدارس مکمل می‌کند. در موارد دیگر ، IWB با حاشیه‌نویسی که بصورت آنلاین به اشتراک گذاشته می‌شود و محیطهای طراحی و ترسیم مانند وب‌سایتهای گرافیک برداری با برهم‌کنش متقابل ارتباط برقرار می‌کنند. 
بلوک‌های آموزشی مختصر می‌توانند برای بررسی توسط دانش آموزان ضبط شوند - آنها نمایش دقیقی را که در کلاس با ورودی صوتی معلم رخ داده است ، مشاهده می‌کنند. این می‌تواند به تغییر یادگیری و آموزش کمک کند. 
یک تخته‌ی هوشمند آنلاین، مانند یک کامپیوتر عمل می‌کند و امکان نصب برنامه‌های مختلف نیز روی آن وجود دارد.  معلم به کمک یک تخته‌ی هوشمند می‌تواند اطلاعات مختلف را به شکل لحظه‌ای در موتور جستجوی گوگل پیدا کند و آن را در معرض دید دانش‌آموزان بگذارد. 
یک تخته هوشمند آنلاین مانند یک کامپیوتر عمل کرده و قابلیت نصب نرم‌افزارهای کمکی مانند آفیس را دارا بوده و برای ابداع روش‌های جدید تدریس برای معلم مفید خواهد بود. این روش‌های نوین می‌تواند شامل جستجوی لحظه‌ای مباحث روز در گوگل و نمایش آن به دانش‌آموزان باشد تا به درک هرچه بیشتر دروس منجر شود. 

## فواید
برخی از مزایای استفاده از تخته‌های سفید تعاملی عبارتند از: 
- تعامل گروهی با تخته های سفید تعاملی همکاری بین دانشجویان و بحث و مشارکت گروهی را ارتقا می‌بخشد. تخته هوشمند به این دلیل که می توان یادداشت هایی را روی تخته نوشت و ذخیره کرد تا بتواند بعداً به اشتراک گذاشته شود و بیت دانشجویان توزیع شود ، می تواند یک ابزار مؤثر برای طوفان مغزی باشد. [۳]
- تخته هوشمند یادگیری دروس را برای دانش آموزان لذت بخش می‌کند.این تخته ها دانش‌آموزان را در مورد چگونگی کارکردشان کنجکاو می‌کند، دانش آموزان با وجود این تخته ها می‌توانند در مراحل یادگیری سهیم شوند و تعاملی دو سویه را با فرایند یادگیری ایجاد کنند. چنین فناوری ای دانش آموز را راغب و مشتاق به یادگیری درس و مدرسه می کند . [۴]

## انتقادات
مطابق مقاله یازدهم ژوئن 2010 واشنگتن پست : 
- بسیاری از دانشگاهیان با مطالعات صنعتی در رابطه با نمرات بهتر آزمون با محصولاتشان سؤال می کنند و هم برخی فراتر می روند. آنها استدلال می کنند که همه جاذبه ترین دستگاه از آینده ، تخته سیاه و سفید تعاملی - در واقع صفحه نمایش رایانه ای تعاملی غول پیکر است که در کلاس های درس در سراسر آمریکا غوطه وری در تخته سیاه استفاده می کند - معلمان را به یک سبک سخنرانی در قرن نوزدهم خاموش با مشارکت کوچک تر است. مدل های گروهی که بسیاری از اصلاح طلبان از آن طرفداری می کنند. [۵]

در همین مقاله همچنین به نقل از لری کوبا ، استاد آموزش و پرورش در دانشگاه استنفورد آمده است: 
- تقریباً هیچ تحقیقی وجود ندارد که نشان دهد هرگونه تخته سیاه تعاملی پیشرفت تحصیلی را بهبود می بخشد. [۵]